# Seznam slovenskih mladinskih literarnih zgodovinarjev
Seznam slovenskih mladinskih literarnih zgodovinarjev.

## A
- Emica Antončič

## B
- Milena Mileva Blažić, Marija Bokal,  Silvija Borovnik, Blanka Bošnjak, Josip Brinar, Lilijana Burcar, Nataša Bucik, Marja Boršnik

## Č
- Jasna Čebron, Franjo Čibej

## D
- Roberto Dapit

## G
- Katarina Germšek, Alenka Glazer, Helga Glušič, Berta Golob, Meta Grosman

## H
- Barbara Hanuš, Dragica Haramija, Miran Hladnik, Kazimir Humar

## I
- Andrej Ilc

## J
- Tilka Jamnik

## K
- Jakob Jaša Kenda, Liljana Klemenčič, Marjana Kobe, Metka Kordigel Aberšek, Gaja Kos, Darja Kramberger, Monika Kropej

## L
- Darja Lavrenčič Vrabec

## M
- Darja Marinšek, Darja Mazi Leskovar, Vanesa Matajc, Ida Mlakar, Miha Mohor

## O
- Matija Ogrin

## P
- Kristina Picco?, Zlata Pirnat Cognrad, Tanja Pogačar, Barbara Pogačnik, Jože Pogačnik, Majda Potrata,Sonja Pečjak, Denis Poniž

## R
- Janez Rotar

## S
- Igor Saksida, Metka Simončič, Ivana Slamič?, Borut Stražar, Peter Svetina

## Š
- Martina Šircelj, Drago Šega

## T
- Darka Tancer Kajnih, Zora Tavčar

## U
- Vida Udovič Medved

## V
- Alenka Veler, Petra Vidali, Miha Vrbinc, Urban Vovk, Josip Vidmar

## W
- Maria Wedenigg

## Z
- Vojko Zadravec, Aleksander Zorn

## Ž
- Andra Žnidar, Marica Žveglič